# Joseph Lowery
Joseph Echols Lowery, né le 6 octobre 1921 à Huntsville dans l'État de l'Alabama et mort le 27 mars 2020 à Atlanta (Géorgie), est un pasteur américain de l'Église méthodiste unie, connu également sous le surnom de « doyen du mouvement des droits civiques ». 
Lieutenant de Martin Luther King, il l'a aidé à fonder la Conférence du leadership chrétien du Sud (Southern Christian Leadership Conference), dont il sera le premier vice-président et le président de 1977 à 1997.

## Biographie

### Jeunesse et formation
Joseph Lowery est le fils de LeRoy et Dora Fackler Lowery, il est le petit fils du Révérend Howard Echols, le premier pasteur afro-américain de l'église méthodiste. Après ses études secondaires, il est admis au Knoxville College (en), un établissement universitaire réservé aux Afro-Américains, puis à l'Alabama A&M University (en) et enfin au Paine College (en) où il obtient son Baccalauréat universitaire (licence) en 1943, après avoir achevé ses études théologiques, il commence son pastorat à Birmingham dans l'Alabama en 1948,,,.

### Carrière
En 1950, il est directeur de l'Alabama Civic Affairs Association, qui s'est donné pour mission de militer pour la déségrégation des bus, des logements sociaux et des services publics. En 1957, à la suite du boycott des bus de Montgomery de 1955 et à l'arrêt Browder v. Gayle de la Cour suprême des États-Unis rendu le 13 novembre 1956 déclarant la ségrégation des transports publics comme étant non-constitutionnelle,, plusieurs leaders afro-américains veulent prolonger le mouvement de déségrégation dans tous les domaines et dans l'ensemble des états du Sud, c'est ainsi que Joseph Lowery avec Martin Luther King, des pasteurs comme Fred Shuttlesworth, Ralph Abernathy et des personnalités politiques comme Andrew Young, Bayard Rustin et John Lewis co-fondent la Conférence du leadership chrétien du Sud / Southern Christian Leadership Conference (SCLC),,. Joseph Lowery est nommé vice-président de la nouvelle organisation,. 

### Vie privée
En 1950, il épouse celle qui devient Evelyn G. Lowery (en),. Evelyn Lowery décède en 2013, le couple laisse trois filles : Yvonne Kennedy, Karen Lowery et Cheryl Lowery.
Joseph Lowery repose au Westview Cemetery (en) d'Atlanta aux côtés de son épouse Evelyn.

## Distinctions et récompenses
- 2004 : cérémonie d'entrée à l'International Civil Rights Walk of Fame (en)[18],[19]
- 2009 : récipiendaire de la médaille présidentielle de la Liberté qui lui remise par le Président Barak Obama[20],[21].